# برينغاريا من ليون
برينغاريا من ليون (1204 - 12 أبريل 1237) هو زوجة الثالثة لـ جان دي بريين الذي أصبح بعد الزواج إمبراطور القسطنطينية اللاتينية، هو أبنة الصغرى لـ برينغيلا من قشتالة التي أصبحت ملكة قشتالة لفترة وجيزة وألفونسو التاسع ملك ليون، وأيضا هي شقيقة فرناندو الثالث ملك قشتالة وليون.